# Paolo Deganello
Paolo Deganello (né en 1940 à Este, dans la province de Padoue, en Vénétie) est un architecte et designer italien des XXe et XXIe siècles.

## Source
- (it) Cet article est partiellement ou en totalité issu de l’article de Wikipédia en italien intitulé « Paolo Deganello » (voir la liste des auteurs).